# Blágnýpuver
Blágnýpuver är en mosse i republiken Island.   Den ligger i regionen Suðurland, i den centrala delen av landet, 140 km nordost om huvudstaden Reykjavík.
Trakten ingår i den boreala klimatzonen. Årsmedeltemperaturen i trakten är −5 °C. Den varmaste månaden är augusti, då medeltemperaturen är 4 °C, och den kallaste är februari, med −12 °C.